# فيراه
فيراه Veere  هي مدينة وبلدية بمقاطعة زيلند جنوب هولندا.

## طوبوغرافيا
خريطة طوبوغرافية هولندية لبلدية فيراه، يونيو 2015، (تقرأ بعد ثلاث نقرات على الخريطة).

## وصلات خارجية
- الموقع الرسمي
- Veere in the picture, Beautiful photos of Veere.
- Website about the historic city of Veere